# Mammillaria formosa
Mammillaria formosa es una especie  perteneciente a la familia Cactaceae. Se encuentra en México (San Luis Potosí)

## Descripción
Forma una columna de 10 cm de diámetro con flores de color rosa claro, de 2 cm de ancho.

## Taxonomía
Mammillaria formosa fue descrita por Galeotti ex Scheidw. y publicado en Bulletin de l'Academie Royale des Sciences et Belles-lettres de Bruxelles 5: 497, en el año 1838.
Etimología
Mammillaria: nombre genérico que fue descrita por vez primera por Carolus Linnaeus como Cactus mammillaris en 1753, nombre derivado del latín mammilla = tubérculo, en alusión a los tubérculos que son una de las características del género.
formosa: epíteto latíno que significa "hermosa"